# Aéroport international de Kiev (Jouliany)
Pour les articles homonymes, voir IEV.
L'aéroport international d'Igor Sikorsky de Kiev (Jouliany)  (en ukrainien Міжнародний аеропорт «Київ» імені Ігоря Сікорського) (code IATA : IEV • code OACI : UKKK) est le plus ancien des aéroports internationaux de Kiev, la capitale de l'Ukraine. Le propriétaire de l’aéroport est Vassyl Khmelnytsky, homme d’affaires.

## Histoire
Créé en 1923 pour l'armée il était dès le début partagé avec une société civile Oukrpovitrochliakh. L'aéroport passe à l'Aeroflot en 1934. Il est le siège militaire des Forces de défense aérienne ukrainiennes en 1992.
Vassyl Khmeknytsky a déclaré avoir investi dans l’aéroport 70 millions de dollars américains pour la construction des terminaux aéroportuaires, avoir pris de surplus le crédit d’un montant de 50 millions de dollars américains et avoir l’intention de rendre l’aéroport efficace. Le 22 mars 2018, le conseil municipal de Kiev a renommé l'aéroport du nom du constructeur d’avions d’origine ukrainienne, Igor Sikorsky.

## Situation
| Berdiansk Oujhorod Brody Ouman Kanatove Konotop Djankoï Tchouhouïv Kryvyï Rih Donetsk Sébastopol DniproVesseloïeBaheroveHorodokChersonèseGvardeïskoïeKatchaIvano-Frankivsk Izmaïl JovtneveJytomyr Koulbakino Kharkiv · Charcovie Khmelnytskyï Kherson KrementchoukKiev/Kyïv · Jouliany Kiev/Kyïv · Boryspil Kryvyï Rih Kolomya Loutsk Louhansk LvivMarioupol Mykolaïv Myrhorod Nijyn Odessa Poltava Rivne Sambir Simferopol Starokostiantyniv Tchernivtsi Vinnytsia Zaporijjia |

## Statistiques
Pour des raisons techniques, il est temporairement impossible d'afficher le graphique qui aurait dû être présenté ici.

Voir la requête brute et les sources sur Wikidata.

## Compagnies et destinations
| Compagnies          | Destinations |
| ------------------- | --- |
| Air Alanna          | En saison charter : Tirana, Tivat |
| Anda Air            | En saison charter : Bourgas, Tirana, Tivat, Varna |
| Bees Airline        | En saison : Bourgas,Batoumi-A. Kartveli, Erevan-Zvarnots, Áraxos, Héraklion-N. Kazantzákis, Larnaca, Rhodes-Diagoras, Tbilissi-C. Roustavéli, Varna |
| Belavia             | Minsk |
| Bravo Airways       | En saison charter : Alicante-Elche, Amman-Reine-Alia, Antalya, Beyrouth-Rafic Hariri, Bourgas, Dalaman, Djerba-Zarzis, Enfidha-Hammamet, Hurghada, Larnaca, Lublin, Malte, Monastir, Áraxos, Charm el-Cheikh, Téhéran-Imam-Khomeini, Tirana, Tivat |
| Buta Airways        | Bakou-H. Aliyev |
| flydubai            | Dubaï |
| ITA                 | Rome Léonard-de-Vinci/Fiumicino |
| Jordan Aviation     | Amman-Reine-Alia |
| LOT Polish Airlines | Bydgoszcz , Varsovie-Chopin |
| Motor Sich Airlines | Lviv-Danilo Halitskyi, Odessa, Zaporijjia |
| Nordica             | Tallinn |
| Pegasus Airlines    | Ankara Esenboğa, Izmir-A. Menderes |
| SkyUp               | En saison charter : Antalya, Batoumi-A. Kartveli, Dalaman, Hurghada, Charm el-Cheikh, Nice-Côte d'Azur, Tirana |
| UM Airlines         | Amman-Reine-Alia, Beyrouth-Rafic Hariri, Téhéran-Imam-Khomeini |
| Vueling             | Barcelone-El Prat En saison : Rome Léonard-de-Vinci/Fiumicino |
| Wizz Air            | - Berlin-Brandebourg, - Bratislava-M. R. Štefánik, - Budapest-Ferenc Liszt, - Cologne/Bonn-K. Adenauer, - Copenhague-Kastrup, - Cracovie-Jean-Paul II - Dortmund, - Francfort, - Gdańsk-L. Wałęsa, - Hambourg-H.-Schmidt, - Hanovre, - Katowice-Pyrzowice, - Larnaca, - Leipzig/Halle, - Lisbonne-H. Delgado, - Londres-Luton, - Lublin, - Memmingen, - Nuremberg-A. Dürer, - Poznań (Posnanie)-H. Wieniawski, - Tallinn, - Vienne-Schwechat, - Vilnius, - Varsovie-Chopin, - Wrocław-N. Copernic |
| Yanair              | Batoumi-A. Kartveli, Tbilissi-C. Roustavéli En saison : Tel Aviv - Ben Gourion |

Édité le 25/06/2018
Ancienne compagnie basée à Jouliany : Mars RK

## Incidents et accidents
- 14 novembre 1974 : l'Iliouchine Il-14M, enregistré sous le numéro CCCP-91515, appartenant à l'Aeroflot, s'écrase à 10,8 km au sud-est de l'aéroport. L'avion était en phase d'ascension lorsque l'un des réacteurs s'est enflammé, le feu s'est propagé à l'aile, entraînant la perte de contrôle et la chute de l'appareil.
- 17 décembre 1976 : l'Antonov An-24, enregistré sous le numéro CCCP-46722, appartenant à l'Aeroflot, s'écrase à 1 265 m de l'aéroport du fait du manque de visibilité. L'avion était en phase d'atterrissage. L'accident a fait 48 morts, sur les 55 passagers et membres d'équipage.

## Musée
Le musée national de l'aviation Oleg Antonov se trouve dans l'enceinte de l'aéroport.

## Galerie

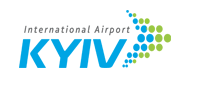
Logo
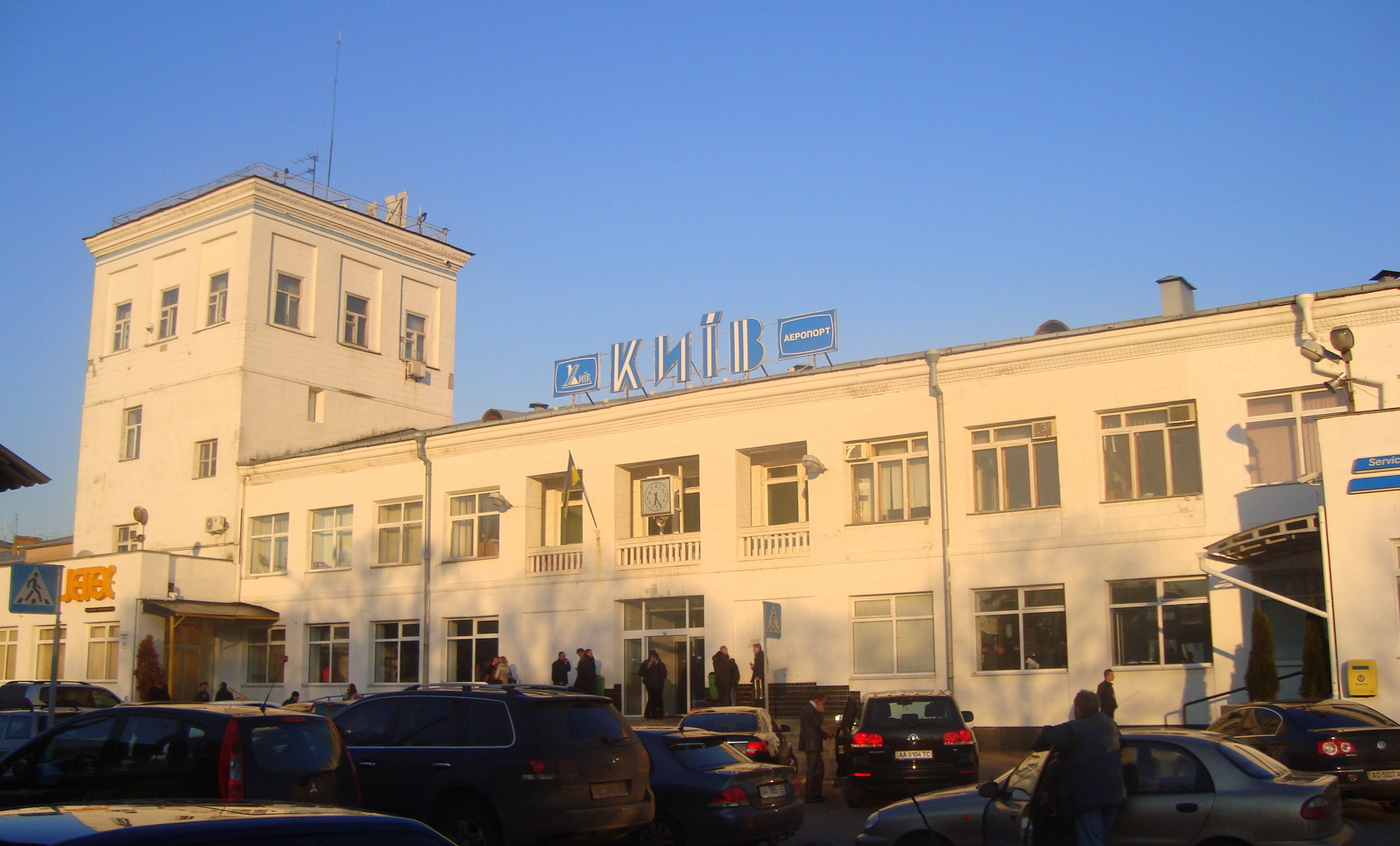
Les anciens bâtiments et la tour de contrôle vus depuis l'extérieur.
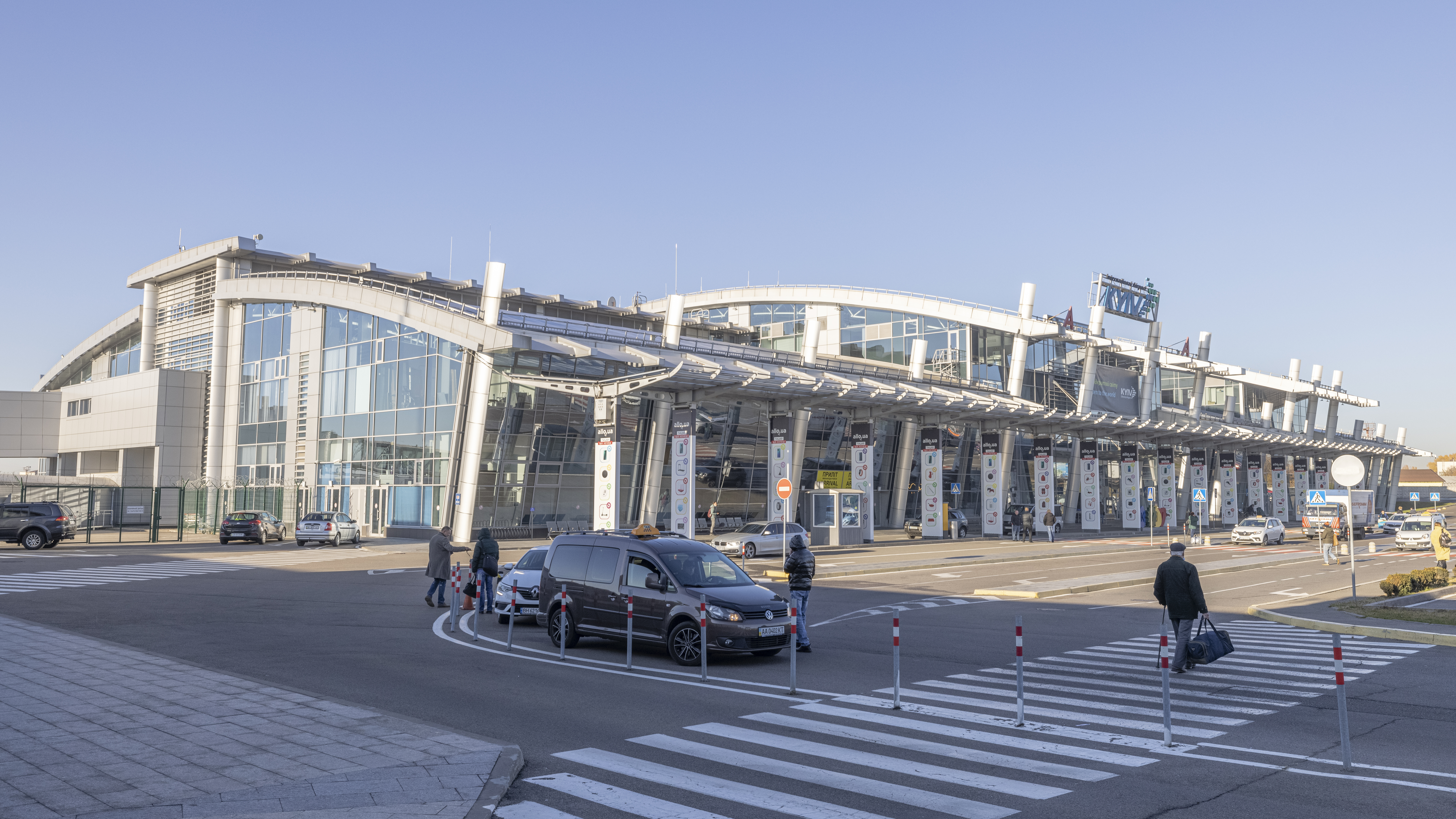
Terminal.
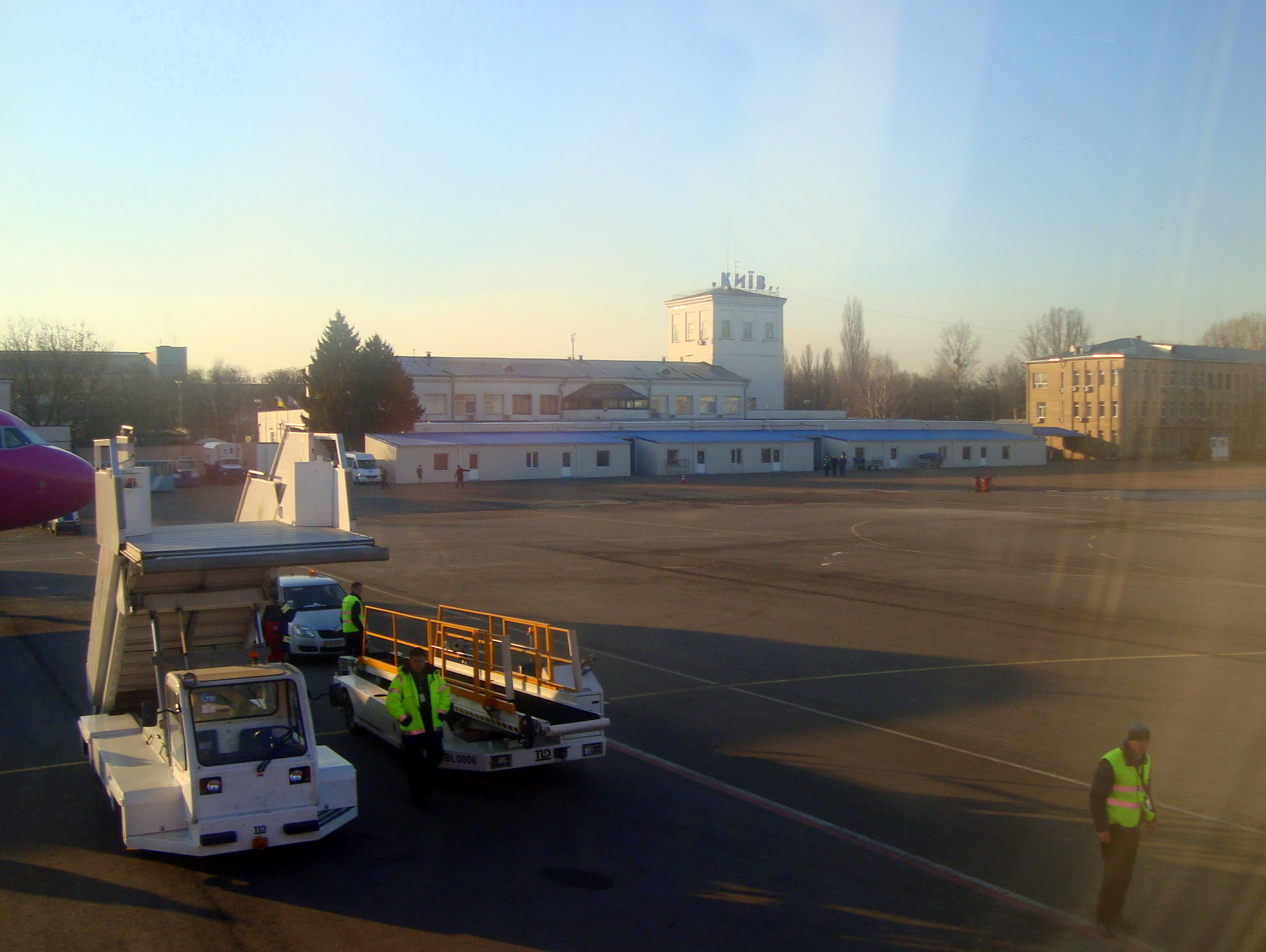
Employés au sol de Swissport, gestionnaire de la plate-forme et tour de contrôle.
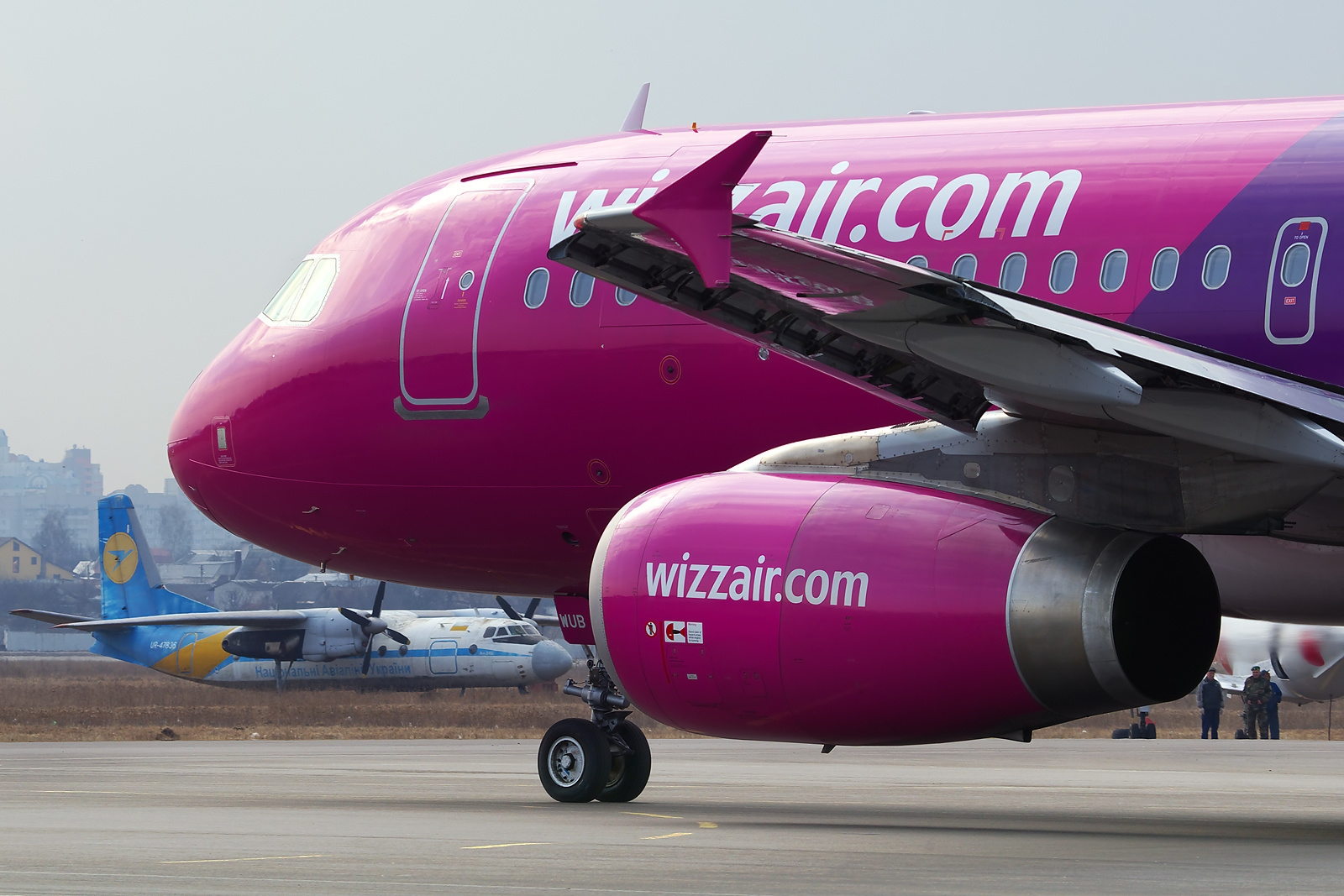
Avion de Wizz Air et tour de contrôle.